# Nohatka lesní
Nohatka lesní (Dexiosoma caninum) je druh dvoukřídlého hmyzu z čeledi kuklicovitých (Tachinidae). Jedná se o parazitoidní mouchu, jejíž larvy napadají housenky motýlů. Vyskytuje se převážně v mírných oblastech Evropy a částečně také v přilehlých částech Asie.

## Popis
Nohatka lesní dorůstá délky 6–14 mm. Tělo je obvykle kovově lesklé, nejčastěji šedé nebo hnědé, se štíhlým profilem. Nápadné jsou krátká tykadla se zřetelnou štětinkou na konci a poměrně dlouhé nohy, díky nimž získala v češtině svůj rodový název „nohatka“. Složené oči pokrývají většinu hlavy. Pohlavní dimorfismus je mírný – samečci bývají štíhlejší, zatímco samičky robustnější.

## Výskyt
Tento druh se objevuje v celé Evropě a v přilehlých částech západní Asie. V rámci České republiky je nohatka lesní známá z různých typů biotopů, včetně horských oblastí, například v Krkonoších. Preferuje otevřená stanoviště, jako jsou louky, lesní paseky či okraje lesů, kde nachází vhodné hostitele a potravní zdroje.

## Biologie
Nohatka lesní je parazitoidem – samičky kladou vajíčka na housenky motýlů, v nichž se larvy vyvíjejí a postupně hostitele usmrcují. Dospělé mouchy (imaga) se živí především nektarem a medovicí a aktivní jsou v teplejších měsících roku.
Výzkumy genomu ukazují, že kuklicovití včetně rodu Dexiosoma disponují adaptacemi na parazitický způsob života; patří k nim produkce bílkovin, které potlačují imunitní odpověď hostitele a napomáhají larvě dokončit vývoj.

## Ekologický význam
Díky parazitoidnímu způsobu života hraje nohatka lesní významnou roli v regulaci populací motýlů a jiného hmyzu. Tím napomáhá udržování ekosystémové rovnováhy – omezuje přemnožení některých druhů housenek, které by jinak mohly působit škody na vegetaci.
Díky genetické variabilitě a schopnosti adaptovat se na různé hostitele dokáže udržovat stabilní populace a rozšiřovat se do nových oblastí. V lesních i lučních biotopech představuje jeden z přirozených mechanismů biologické kontroly housenek zemědělsky či lesnicky významných motýlů.